# 12908 Yagudina
12908 Yagudina este un asteroid din centura principală de asteroizi.

## Descriere
12908 Yagudina este un asteroid din centura principală de asteroizi. A fost descoperit pe 22 septembrie 1998 la Stația Anderson Mesa în cadrul programului LONEOS. Asteroidul prezintă o orbită caracterizată de o semiaxă mare de 2,66 ua, o excentricitate de 0,11 și o înclinație de 13,6° în raport cu ecliptica.